# Рейнбот, Виктор Фёдорович
Виктор Фёдорович Рейнбот (1849—1908) — российский юрист, прокурор Могилёвского окружного суда.
Родился 7 (19) декабря 1849 года в дворянской семье чиновника Почтового департамента Фёдора Антоновича Рейнбота.
В 1871 году с серебряной медалью окончил Александровский лицей. В 1886 году состоял в Уманском окружном суде; затем был членом Киевской судебной палаты. В 1904—1905 годах — прокурор Могилёвского окружного суда; затем председатель Департамента Киевской судебной палаты.
С 1 января 1898 года состоял в чине действительного статского советника. Был награждён орденами: Св. Станислава 1-й ст. (1905) и 2-й ст. (1882), Орден Святой Анны 2-й ст. (1889), Орден Святого Владимира 3-й ст. (1902).
Умер 3 (16) мая 1908 года в Киеве.